# 구데타마

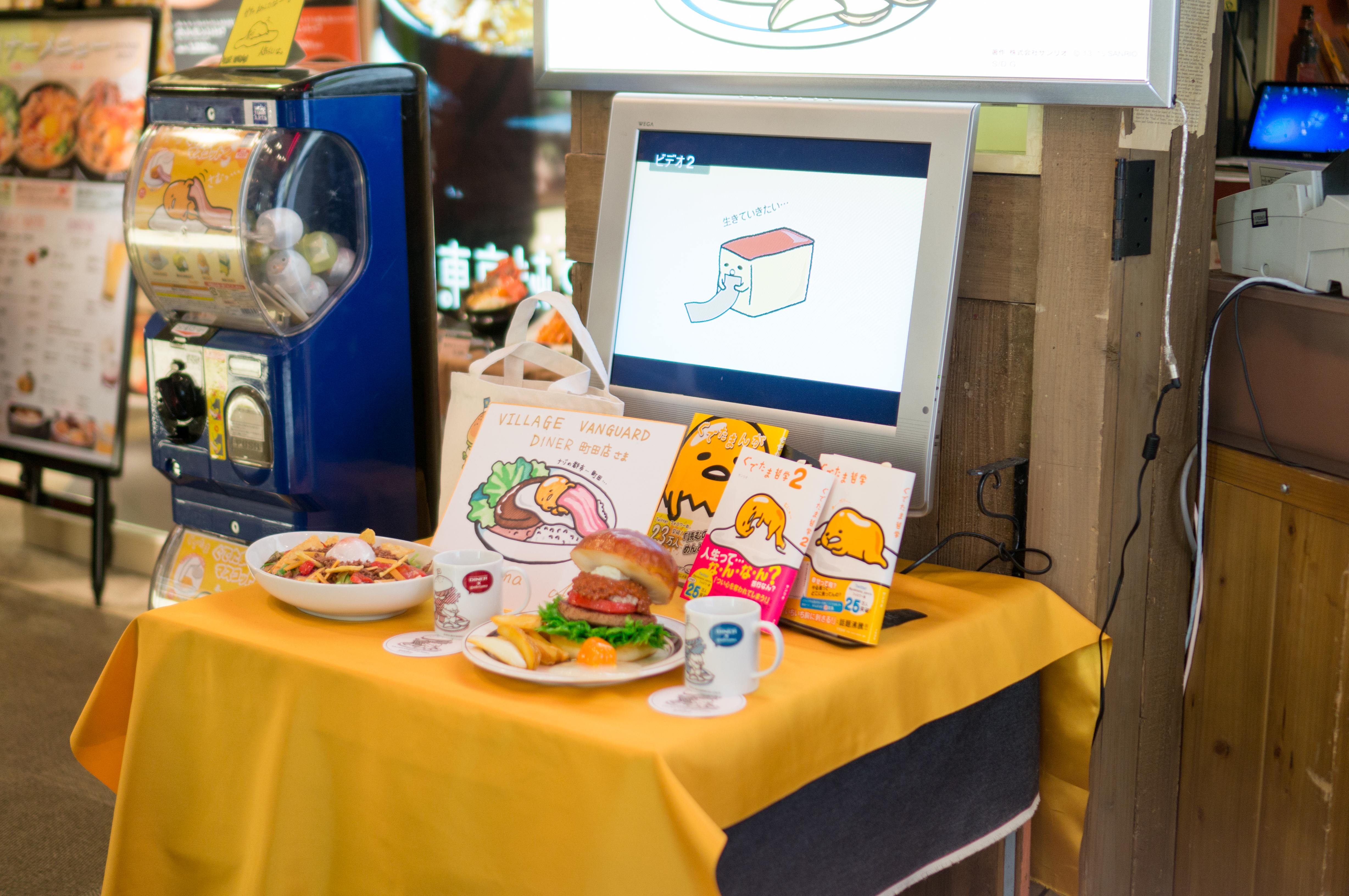

구데타마(ぐでたま)는 산리오 캐릭터 중의 하나이다. 달걀모양을 하고 있으며 노른자 부분에 눈, 입이 있다. 만화는 짧게 구성되어 있으며 한 남자와  구데타마가 벌이는 일이 펼처진다.

## 등장 인물

### 인간이 아닌 캐릭터
- 구데타마(ぐでたま)
- 이노우에(いのうえ)
- 카타유데(かたゆで)
- 아게타마(あげたま)
- 구레타마(ぐれたま)
- 규데챠마(ぎゅでちゃま)
- 샤키피요(しゃきぴよ)

### 인간 캐릭터
- 니세타마(にせたま)
- 사토루(さとる)
- 유리(ゆり)
- 유토(ゆうと)
- 시호(しほ)
- 아-뿅(あ～ぴょん)
- 감독 이노우에(井上ディレクター)
- 다자이(だざい)
- 다리(ダリ君)

## 에피소드
이 방송은 TBS 아침 정보 프로그램인 아침짱(あさチャン!)의 미니 애니메이션 코너로, 2014년 4월부터 2020년 12월 25일까지 방송되었다.
유튜브 서비스는 구데타마 공식 개정 또는 풀영상 시리즈의 구성되어 있다.
- 1~740화 : 구데타마(ぐでたま)
- 741~851화 : 구데타마 여행(ぐでたまツアー) - 도도부현 이름

741~744화 교토, 745~747화 시즈오카, 748~752화 이시카와, 753~757화 아오모리, 758~762화 와카야마, 763~767화 홋카이도, 768~772화 오이타, 773~777화 오키나와, 778~782화 도치기, 783~787화 미야자키, 788~792화 도치기, 793~797화 가가와, 798~802화 미야기, 803~807화 지바, 808~812화 후쿠오카, 813~817화 미에, 818~822화 야마나시, 823~827화 오사카, 828~832화 고치, 833~837화 니가타, 838~842화 이바라기, 843~847화 시가, 848~852화 효고
- 852~1399화 : 구데타마 신문(ぐでたま新聞) - 일본의 기념일과 명절
- 1400화~1524화 : 구데타마 산책(ぐでたまさんぽ) - 도도부현 이름

1400~1404화 이와테현, 1405~1409화 나가사키, 1410~1414화 토야마, 1415~1419화 가나가와, 1420~1424화 후쿠이, 1435~1429화 오카야마, 1430~1434화 에히메, 1435~1439화 도쿄, 1440~1444화 지바, 1445~1449화 히로시마, 1450~1454화 가고시마, 1455~1459화 도쿠시마, 1460~1464화 아키타, 1465~1469화 기후, 1470~1474화 구마모토, 1475~1479화 나라, 1480~1484화 시마네, 1485~1489화 아이치, 1490~1494화 야마구치, 1495~1499화 사이타마, 1500~1504화 사가현, 1505~1509화 야마나시현, 1510~1514화 군마현
- 1525~1717화 : 구데타마 산책(ぐでたまさんぽ) - 세계 여행

1525~1529화 런던, 1530~1534화 로마, 1535~1539화 하와이, 1540~1544화 인도, 1545~1549화 캐나다, 1550~1554화 모로코, 1555~1559화 로스앤젤레스, 1560~1564화 태국, 1565~1569화 대한민국, 1570~1574화 덴마크, 1575~1579화 이집트, 1580~1584화 오스트리아, 1585~1589화 아르헨티나, 1590~1594화 중화민국, 1595~1599화 뉴질랜드, 1600~1604화 불가리아, 1605~1609화 포르투갈, 1610~1614화 멕시코, 1615~1619화 홍콩·마카오, 1620~1624화 러시아, 1625~1629화 뉴욕, 1630~1634화 네덜란드, 1635~1639화 베트남, 1640~1644화 체코, 1645~1649화 프랑스, 1650~1654화 밀라노·베네치아, 1655~1659화 오스트리아, 1660~1664화 스웨덴, 1665~1669화 브라질, 1670~1674화 스페인, 1675~1679화 독일, 1680~1684화 카리브 해 & 갈라파고스 제도, 1685~1689화 아프리카, 1690~1694화 베이징·상하이, 1695~1699화 마리아나 제도, 1700~1704화 그리스, 1705~1709화 칠레·페루, 1710~1714화 필리핀·인도네시아, 1715~1717화 세계의 크리스마스
- 1~18화 : 구데타마 프리스타일[3](ぐでたまフリースタイル) - 유튜브 오리지널 시리즈

## 실사화
- 2022년 12월 13일 개봉된 《구데타마: 엄마 찾아 뒹굴뒹굴》 넷플릭스에서 공개하였다.